# 光風台三育小学校
学校法人三育学院 > 光風台三育小学校
光風台三育小学校（こうふうだいさんいくしょうがっこう）は、千葉県市原市光風台にある私立小学校。全国に10校あるセブンスデー・アドベンチスト教会系の小学校の一つ。少人数教育を行っている。児童数は約40人。（11年現在）

## 概要
学校法人三育学院が運営する三育学院大学付属の私立小学校である。2008年に創立30周年を迎えている。2010年より体験教育の一環として学校敷地内に水棲生物、鳥類、植物類を生育するビオトープを設置しており、設置運用にあたっては千葉県立中央博物館の協力を得ている。 

## 沿革

### 概要
1898年（明治31年）、当初現在の東京都港区芝付近に芝和英聖書学校として開設した。開設者はセブンスデー・アドベンチスト教会アメリカ合衆国本部の宣教師だった。1919年（大正8年）になり東京都杉並区天沼に天沼学院として小学部、中学部、高等部を開校。その後1926年（大正15年）になり現在の千葉県袖ケ浦市に移転し、名称を日本三育学院に改めた。昭和に入り、戦後1950年（昭和25年）に日本三育学院小学校に改称した。1978年（昭和53年）に三育学院短期大学および中・高等学校の県外移転に伴い本校も所在地を現住所となる市原市光風台に移転、名称を現校名となる光風台三育小学校と改め現在に至る。

### 年表
- 1950年（昭和25年） - 日本三育学院小学校として開校[1]。
- 1978年（昭和53年） - 現在地に移転し、光風台三育小学校と改称[1]。

## 交通
最寄り駅は、小湊鉄道線光風台駅